# Gustavo Menezes
Gustavo Menezes (Los Angeles, 19 settembre 1994) è un pilota automobilistico statunitense.

## Carriera

### WEC

#### Signatech-Alpine (LMP2)
Nel 2016 Menezes si unisce al team Signatech-Alpine per correre nella categoria LMP2 del WEC, con Nicolas Lapierre e Stéphane Richelmi come co-piloti. Al esordio il team chiude quarto nella propria categoria alla 6 ore di Silverstone, la vittoria arriva già dalla seconda gara, con la vittoria della 6 Ore di Spa. Il trio torna alla vittoria nella 24 ore di Le Mans, nella 6 ore del Nürburgring e la 6 ore di Austin. Con quattro vittorie in nove gare l'equipaggio vince il campionato nella categoria LMP2.
L'anno successivo viene confermato dal team per correre sempre nella categoria LMP2, non arrivano i risultati della stagione precedente, l'equipaggio conquista una sola vittoria, la 6 ore di Austin e chiudono quarti in classifica.

#### Rebellion Racing (LMP1)

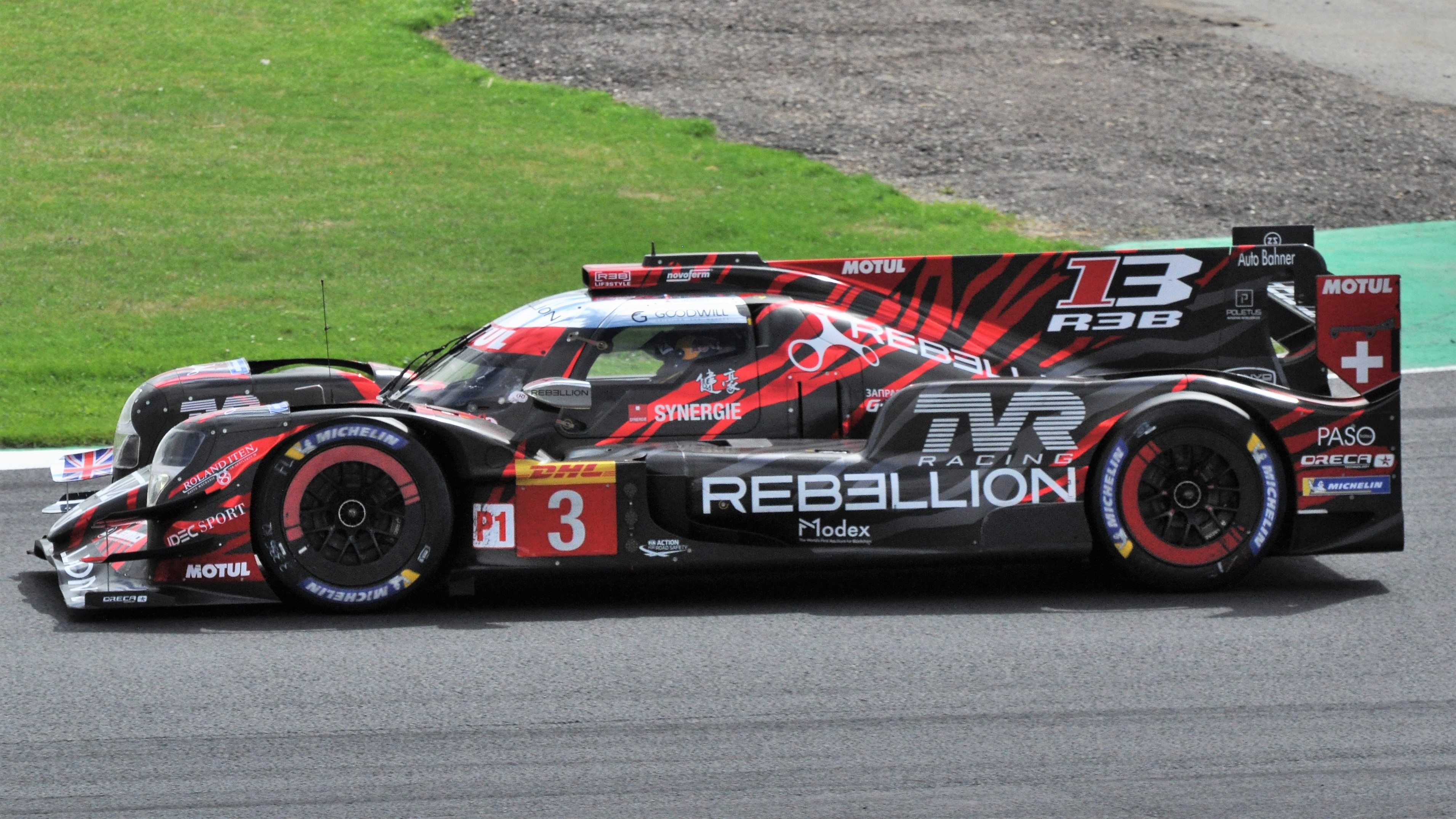
Menezes su Rebellion R13 alla 6 Ore di Silverstone 2018

Nel 2018 Menezes passa al team Rebellion Racing per correre nella massima categoria del WEC, la LMP1. Con Mathias Beche e Thomas Laurent l'americano arriva terzo a Le Mans e nella 6 ore di Silverstone arriva la sua prima vittoria in LMP1. L'equipaggio chiude terzo in classifica generale dietro i due team della Toyota.
Nella stagione 2019-2020 viene confermato da Rebellion Racing, per lottare di nuovo contro il team Toyota Gazoo Racing. L'equipaggio chiude secondo alla 24 ore di Le Mans dietro alla Toyota, arrivano due vittorie, una alla 4 ore di Shangai e altra alla 6 ore di Austin e chiudono ancora terzi dietro le Toyota.

#### Peugeot (LMH)

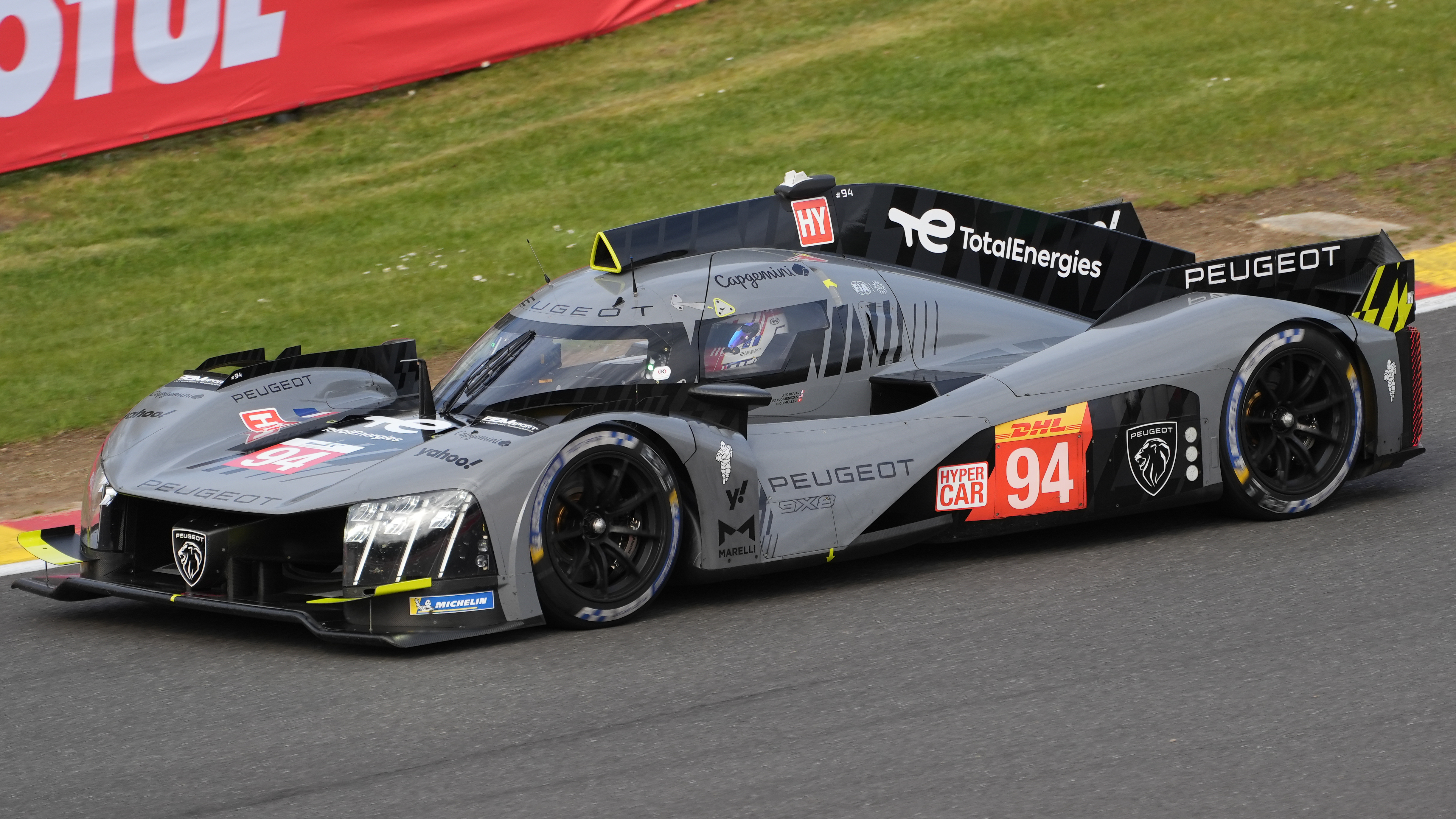
Menezes su Peugeot 9X8 alla 6 Ore di Spa-Francorchamps 2023

Dopo aver preso parte a solo la 6 ore di Monza nella stagione 2021 con il team Glickenhaus, Menezes viene annunciato come nuovo pilota del team Peugeot Sport per la stagione 2022 del WEC nella categoria Hypercar. Il pilota statunitense guiderà la nuova Peugeot 9X8 insieme a Loïc Duval, Paul di Resta, Mikkel Jensen, Kevin Magnussen e Jean-Éric Vergne.

## Risultati
| Stagione | Serie                         | Team                               | Gare | Vittorie | Pole | G/Veloci | Podi | Punti | Posizione |
| -------- | ----------------------------- | ---------------------------------- | ---- | -------- | ---- | -------- | ---- | ----- | --------- |
| 2010     | Pacific F2000                 | ??                                 | 2    | 0        | 0    | 0        | 0    | 12    | 14°       |
| 2011     | Star Mazda                    | Juncos Racing                      | 11   | 0        | 0    | 0        | 1    | 297   | 8°        |
| 2011     | Eurocup Formula Renault 2.0   | Interwetten.com Racing Junior Team | 8    | 0        | 0    | 0        | 0    | 0     | 37°       |
| 2011     | Formula Renault 2.0 Alps      | Interwetten.com Racing Junior Team | 6    | 0        | 0    | 0        | 0    | 68    | 18°       |
| 2012     | Star Mazda                    | Team Pelfrey                       | 17   | 0        | 0    | 0        | 0    | 208   | 9°        |
| 2012     | Eurocup Formula Renault 2.0   | Fortec Motorsports                 | 2    | 0        | 0    | 0        | 0    | 0     | NC†       |
| 2013     | Formula 3 tedesca             | Van Amersfoort                     | 17   | 2        | 0    | 2        | 8    | 241   | 4°        |
| 2013     | American Le Mans Series – PC  | RSR Racing                         | 1    | 0        | 0    | 0        | 0    | 0     | 24°       |
| 2014     | F3 europea                    | Van Amersfoort                     | 33   | 0        | 1    | 0        | 2    | 91    | 11°       |
| 2014     | Gran Premio di Macao          | Van Amersfoort                     | 1    | 0        | 0    | 0        | 0    | N/A   | 10°       |
| 2014     | IMSA – PC                     | RSR Racing                         | 1    | 0        | 0    | 0        | 0    | 1     | 59°       |
| 2015     | F3 europea                    | Jagonya Ayam con Carlin            | 33   | 0        | 0    | 1        | 0    | 65    | 12°       |
| 2015     | Gran Premio di Macao          | Jagonya Ayam con Carlin            | 1    | 0        | 0    | 0        | 0    | N/A   | DNF       |
| 2015     | IMSA – PC                     | RSR Racing                         | 3    | 0        | 0    | 0        | 0    | 53    | 23°       |
| 2015     | Global RallyCross – GRC Lites | Olsbergs MSE                       | 1    | 0        | 0    | 0        | 0    | 11    | 20°       |
| 2016     | WEC-LMP2                      | Signatech-Alpine                   | 9    | 4        | 2    | 1        | 7    | 199   | 1°        |
| 2016     | 24 ore di Le Mans-LMP2        | Signatech-Alpine                   | 1    | 1        | 0    | 0        | 1    | N/A   | 1°        |
| 2016-17  | Asian Le Mans Series          | Jackie Chan DC Racing              | 4    | 2        | 1    | 0        | 3    | 69    | 3°        |
| 2017     | WEC-LMP2                      | Signatech Alpine Matmut            | 9    | 1        | 3    | 0        | 5    | 151   | 4°        |
| 2017     | 24 ore di Le Mans-LMP2        | Signatech Alpine Matmut            | 1    | 0        | 0    | 0        | 0    | N/A   | 8°        |
| 2017     | IMSA                          | Rebellion Racing                   | 1    | 0        | 0    | 0        | 0    | 23    | 35°       |
| 2017     | IMSA – GTD                    | 3GT Racing                         | 1    | 0        | 0    | 0        | 0    | 4     | 85°       |
| 2018     | European Le Mans Series       | APR - Rebellion Racing             | 6    | 0        | 0    | 0        | 0    | 23.25 | 12°       |
| 2018     | IMSA                          | JDC-Miller MotorSports             | 1    | 0        | 0    | 0        | 0    | 24    | 54°       |
| 2018     | 24 ore di Le Mans             | Rebellion Racing                   | 1    | 0        | 0    | 0        | 1    | N/A   | 3°        |
| 2018-19  | WEC                           | Rebellion Racing                   | 8    | 1        | 0    | 0        | 4    | 114   | 3°        |
| 2019     | 24 ore di Le Mans             | Rebellion Racing                   | 1    | 0        | 0    | 0        | 0    | N/A   | 5°        |
| 2019-20  | WEC                           | Rebellion Racing                   | 7    | 2        | 4    | 1        | 6    | 145   | 3°        |
| 2020     | IMSA – LMP2                   | DragonSpeed USA                    | 1    | 0        | 0    | 1        | 0    | 26    | 23°       |
| 2020     | 24 ore di Le Mans             | Rebellion Racing                   | 1    | 0        | 0    | 0        | 1    | N/A   | 2°        |
| 2021     | WEC                           | Glickenhaus Racing                 | 1    | 0        | 0    | 0        | 0    | 0     | 8°        |
| 2021     | European Le Mans Series       | DragonSpeed USA                    | 1    | 0        | 0    | 0        | 0    | 10.5  | 23°       |
| 2021     | European Le Mans Series       | G-Drive Racing                     | 2    | 0        | 0    | 0        | 0    | 10.5  | 23°       |

† Menezes era pilota ospite, non idoneo ai punti.

### Risultati WEC
| Anno    | Squadra            | Classe   | Vettura             | SIL | SPA | LMS | NÜR | MEX | COA | FUJ | SHA | BHR | Punti | Pos. |
| ------- | ------------------ | -------- | ------------------- | --- | --- | --- | --- | --- | --- | --- | --- | --- | ----- | ---- |
| 2016    | Signatech-Alpine   | LMP2     | Alpine A460         | 4   | 1   | 1   | 1   | 2   | 1   | 3   | 4   | 3   | 199   | 1°   |
| Anno    | Squadra            | Classe   | Vettura             | SIL | SPA | LMS | NÜR | MEX | COA | FUJ | SHA | BHR | Punti | Pos. |
| 2017    | Signatech Alpine   | LMP2     | Alpine A470         | 4   | 5   | 5   | 3   | 2   | 1   | 2   | 2   | 4   | 151   | 4°   |
| Anno    | Squadra            | Classe   | Vettura             | SPA | LMS | SIL | FUJ | SHA | SEB | SPA | LMS |     | Punti | Pos. |
| 2018-19 | Rebellion Racing   | LMP1     | Rebellion R13       | 3   | 3   | 11  | Rit | 5   | 7   | 2   | 5   |     | 114   | 3°   |
| Anno    | Squadra            | Classe   | Vettura             | SIL | FUJ | SHA | BHR | COA | SPA | LMS | BHR |     | Punti | Pos. |
| 2019-20 | Rebellion Racing   | LMP1     | Rebellion R13       | 9   | 3   | 1   | 3   | 1   | 3   | 2   |     |     | 145   | 3°   |
| Anno    | Squadra            | Classe   | Vettura             | SPA | ALG | MON | LMS | BHR | BHR |     |     |     | Punti | Pos. |
| 2021    | Glickenhaus Racing | LMH      | Glickenhaus 007 LMH |     |     | Rit |     |     |     |     |     |     | 0     | 8°   |
| Anno    | Squadra            | Classe   | Vettura             | SEB | SPA | LMS | MON | FUJ | BHR |     |     |     | Punti | Pos. |
| 2022    | Peugeot Sport      | LMH      | Peugeot 9X8         |     |     |     | 4   | 5   | 4   |     |     |     | 40    | 6°   |
| Anno    | Squadra            | Classe   | Vettura             | SEB | ALG | SPA | LMS | MON | FUJ | BHR |     |     | Punti | Pos. |
| 2023    | Peugeot Sport      | Hypercar | Peugeot 9X8         | NC  | 5   | 9   | 9   | 11  | 7   | 8   |     |     | 28    | 11°  |
| Legenda |                    |          |                     |     |     |     |     |     |     |     |     |     |       |      |

### Risultati 24 ore di Le Mans
| Anno | Team                    | Co-Piloti                          | Auto                 | Classe   | Giri | Pos. | Classe Pos. |
| ---- | ----------------------- | ---------------------------------- | -------------------- | -------- | ---- | ---- | ----------- |
| 2016 | Signatech Alpine        | Nicolas Lapierre Stéphane Richelmi | Alpine A460          | LMP2     | 357  | 5°   | 1°          |
| 2017 | Signatech Alpine Matmut | Romain Dumas Matt Rao              | Alpine A470-Gibson   | LMP2     | 351  | 10°  | 8°          |
| 2018 | Rebellion Racing        | Mathias Beche Thomas Laurent       | Rebellion R13-Gibson | LMP1     | 376  | 3°   | 3°          |
| 2019 | Rebellion Racing        | Nathanaël Berthon Thomas Laurent   | Rebellion R13-Gibson | LMP1     | 370  | 5°   | 5°          |
| 2020 | Rebellion Racing        | Norman Nato Bruno Senna            | Rebellion R13-Gibson | LMP1     | 382  | 2°   | 2°          |
| 2023 | Peugeot Sport           | Loïc Duval Nico Müller             | Peugeot 9X8          | Hypercar | 312  | 27°  | 12°         |